# John H. Aldrich
John H. Aldrich (* 24. September 1947 in Pittsburgh) ist ein US-amerikanischer Politikwissenschaftler und Professor an der Duke University. Er amtierte 2013/14 als Präsident der American Political Science Association (APSA). Seit 2001 ist er Mitglied der American Academy of Arts and Sciences, seit 2024 Mitglied der National Academy of Sciences.
Aldrich machte 1969 das Bachelor-Examen am Allegheny College in Meadville (Pennsylvania) und den Master-Abschluss 1971 an der University of Rochester, wo er 1975 zum Ph.D. promoviert wurde. Anschließend war er Assistant Professor und Associate Professor an der Michigan State University, Associate Professor an der University of Minnesota und dort schließlich seit 1983 Full Professor. Seit 1987 lehrt und forscht er als Professor an der Duke University, seit 1997 auf dem Pfizer-Pratt-Lehrstuhl. Zugleich ist er seit 2000 Adjunct Professor an der University of North Carolina.

## Schriften (Auswahl)
- Mit John D. Griffin: Why parties matter. Political competition and democracy in the American South. University of Chicago Press, Chicago 2018, ISBN 978-0-22649-5-231.
- Mit Jamie Carson und anderen: Change and continuity in the 2016 elections. SAGE/CQ PRESS, Los Angeles 2019, ISBN 978-1-54432-025-0.
- Mit Kathleen M. McGraw (Hrsg.): Improving Public Opinion Surveys: Interdisciplinary Innovation and the American National Election Studies. Princeton University Press, Princeton 2011, ISBN 0-69-115146-6.